# Suir Valley Three Day
Les Suir Valley Three Day sont une course cycliste irlandaise disputée par étapes autour de Clonmel, dans le comté de Tipperary. L'épreuve se déroule généralement au mois de juillet ou août sur un parcours plutôt escarpé.

## Palmarès
| Année | Vainqueur       | Deuxième           | Troisième            |
| ----- | --------------- | ------------------ | -------------------- |
| 2007  | Sean Lacey      | Rory Wiley         | John Dempsey         |
| 2008  | Ciarán Power    |                    |                      |
| 2009  | David McCann    | Paul Griffin       | Andrew Roche (en)    |
| 2010  | Thomas Martin   | Stephen Gallagher  | Stephen Barrett (en) |
| 2011  | Connor McConvey | Herman Fouche (de) | Patrick Clarke       |
| 2012  | Ryan Sherlock   | Darren Bell        | Sean Lacey           |
| 2013  | Sam Bennett     | Hugh Carthy        | Dillon Byrne         |
| 2014  | Dillon Byrne    | Bryan McCrystal    | Mark Dowling         |
| 2015  | Edward Laverack | David McGowan      | Dante Carpenter      |
| 2016  | Ian Richardson  | Jake Hales         | Douglas Coleman      |
| 2017  | Mark Dowling    | Craig McAuley      | Matteo Cigala        |
| 2018  | annulé          | annulé             | annulé               |